# Х
Х (onderkast х) is een letter van het cyrillische alfabet en wordt gebruikt in het Russisch, Wit-Russisch en Oekraïens. De letter is een stemloze velaire fricatief en wordt uitgesproken als /x/ ('ch' in het Nederlands). Deze letter kan verward worden met de Latijnse X. De Х is afgeleid van de Griekse letter Chi.

## Weergave

### Unicode
De Х en х zijn in 1993 toegevoegd aan de Unicode 1.0 karakterset.
In Unicode vindt men Х onder het codepunt U+0425 (hex) en х onder U+0445.

### HTML
In HTML kan men voor Х de code &KHcy; gebruiken, en voor х &khcy;.